# Lijst van voetbalinterlands Azerbeidzjan - Kazachstan
Deze lijst van voetbalinterlands is een overzicht van alle officiële voetbalwedstrijden tussen de nationale teams van Azerbeidzjan en Kazachstan. De voormalige Sovjet-republieken speelden tot op heden twaalf keer tegen elkaar. De eerste ontmoeting, een vriendschappelijke wedstrijd, werd gespeeld in Almaty op 28 april 2004. Het laatste duel, eveneens een vriendschappelijke wedstrijd, vond plaats op 11 juni 2024 in Szombathely (Hongarije).

## Wedstrijden
| №  | Plaats      | Datum             | Competitie                  | Wedstrijd                 | Uitslag |
| -- | ----------- | ----------------- | --------------------------- | ------------------------- | ------- |
| 1  | Almaty      | 28 april 2004     | Vriendschappelijk           | Kazachstan – Azerbeidzjan | 2 – 3   |
| 2  | Bakoe       | 6 september 2006  | EK 2008 kwalificatie        | Azerbeidzjan – Kazachstan | 1 – 1   |
| 3  | Shymkent    | 9 maart 2007      | Vriendschappelijk           | Kazachstan – Azerbeidzjan | 1 – 0   |
| 4  | Almaty      | 6 juni 2007       | EK 2008 kwalificatie        | Kazachstan – Azerbeidzjan | 1 – 1   |
| 5  | Antalya     | 3 februari 2008   | Vriendschappelijk           | Azerbeidzjan – Kazachstan | 0 – 0   |
| 6  | Astana      | 3 juni 2011       | EK 2012 kwalificatie        | Kazachstan – Azerbeidzjan | 2 – 1   |
| 7  | Bakoe       | 6 september 2011  | EK 2012 kwalificatie        | Azerbeidzjan – Kazachstan | 3 – 2   |
| 8  | Belek       | 26 maart 2016     | Vriendschappelijk           | Azerbeidzjan – Kazachstan | 0 – 1   |
| 9  | Astana      | 5 juni 2018       | Vriendschappelijk           | Kazachstan − Azerbeidzjan | 3 − 0   |
| 10 | Nur-Sultan  | 3 juni 2022       | UEFA Nations League 2022/23 | Kazachstan − Azerbeidzjan | 2 − 0   |
| 11 | Bakoe       | 25 september 2022 | UEFA Nations League 2022/23 | Azerbeidzjan − Kazachstan | 3 − 0   |
| 12 | Szombathely | 11 juni 2024      | Vriendschappelijk           | Azerbeidzjan − Kazachstan | 3 − 2   |

## Samenvatting
| Competitie          | Totaal gespeeld | Winst Azerbeidzjan | Gelijk | Winst Kazachstan | Doelsaldo Azerbeidzjan – Kazachstan |
| ------------------- | --------------- | ------------------ | ------ | ---------------- | ----------------------------------- |
| EK-kwalificatie     | 4               | 1                  | 2      | 1                | 6 − 6                               |
| UEFA Nations League | 2               | 1                  | 0      | 1                | 3 − 2                               |
| Vriendschappelijk   | 6               | 2                  | 1      | 3                | 6 − 9                               |
| Totaal              | 12              | 4                  | 3      | 5                | 15 − 17                             |

Wedstrijden bepaald door strafschoppen worden, in lijn met de FIFA, als een gelijkspel gerekend.

## Details

### Negende ontmoeting
| Vriendschappelijk (Astana, Kazachstan, 5 juni 2018):                 |            |                 |
| Kazachstan                                                           | 3 – 0      | Azerbeidzjan    |
| Roman Murtazayev 12' Serikzhan Muzhikov 14' Baktiyor Zainutdinov 90' | goals      |                 |
| Stanimir Stoilov                                                     | bondscoach | Qurban Qurbanov |